# Drol
Drol est un jeu vidéo de plateforme conçu par Benny Aik Beng Ngo et publié par Brøderbund Software en 1983 sur Apple II puis porté sur Atari 8-bit et Commodore 64. Le joueur contrôle un robot qui tente de sauver des humains et des animaux piégés dans un monde souterrain par une malédiction,. Le robot est équipé de rollers et d’un jet pack qui lui permet de s’élever de quelques pieds au-dessus du sol,. Il doit d’abord libérer une petite fille et son lézard, puis son frère et son crocodile et enfin la mère des deux enfants. Pour cela, il explore les trois niveaux du jeu à la recherche des captifs tout en évitant des pièges et des ennemis, dont des scorpions géants, des monstres ou des dindons volants. Lorsqu’il trouve un des prisonniers, il lui suffit de le toucher pour le sauver. Au terme de sa quête, le joueur recommence le jeu à un niveau de difficulté plus élevé dans lequel il affronte des créatures plus rapides et plus puissantes,.